# Studie v růžové
Studie v růžové (na Netflixu jako Růžový případ, v anglickém originále A Study in Pink) je první díl televizního seriálu Sherlock. Poprvé byl vysílán 25. července 2010 na BBC One a BBC HD. Je volně založený na první povídce o Sherlocku Holmesovi, Studii v šarlatové.
Epizoda byla napsána Stevenem Moffatem, který se podílel na vytvoření seriálu. Původně byl natočen režisérem Cokym Giedroycem 60minutový pilot. BBC se ho však rozhodla nevysílat a objednala sérii tří 90minutových epizod. Tuto druhou verzi dílu režíroval Paul McGuigan.
Autory hudby jsou David Arnold a Michael Price.

## Děj
John Watson (Martin Freeman), armádní lékař zraněný v Afghánistánu, potkává Sherlocka Holmese (Benedict Cumberbatch), který hledá spolubydlícího do bytu 221B na Baker Street, vlastní ho bytná paní Hudsonová (Una Stubbs). Policie, vedená inspektorem Lestradem (Rupert Graves), je zmatená podivnou sérií úmrtí. Sherlock je popisuje jako „sériové sebevraždy”. Na posledním místě činu po sobě oběť, Jennifer Wilsonová oblečená celá v růžovém, zanechá zprávu. Na podlaze je vyškrábaný nápis „Rache”. Sherlock vydedukuje, že oběť je z města, žila v nešťastném manželství, pracovala v médiích a před smrtí nestihla dopsat jméno „Rachel”. Na její noze jsou šmouhy od bláta, které odlétalo od kufru, jenž táhla za sebou. Policie, ale žádný kufr nenašla. Sherlock ho později objeví schovaný v nedalekém kontejneru na odpadky. John je mezitím odvezen do prázdného skladiště, kde se setkává s mužem, který o sobě tvrdí, že je Sherlockův „úhlavní nepřítel”. Neznámý mu nabídne peníze za špehování Sherlocka, ale John odmítá. Vrací se na Baker Street, Sherlock ho požádá, aby poslal zprávu na ztracený mobil oběti, v naději, že vrah udělá další krok. Při čekání v místní restauraci si Sherlock všimne podezřelého taxíku. Začne ho pronásledovat, nakonec ho i předběhne díky svým rozsáhlým znalostem Londýna. Když taxík zastaví zjistí, že cestující má dokonalé alibi, je to turista ze Severní Ameriky, který právě přijel do Anglie. Inspektor Lestrade věří, že Sherlock zadržuje důkazy. Nechá prohledat jeho byt za záminkou protidrogového tažení. Sherlock předpokládá, že „Rachel” je e-mailové heslo Wilsonové. Oběť nechala svůj mobil u vraha, aby mohl být vysledovaný pomocí GPS. John zaznamená, že GPS signál vychází z jejich domu. V tom přijde paní Hudsonová a řekne Sherlockovi, že na něho před domem čeká taxík. Venku se taxikář (Phil Davis) přizná k vraždám, ale tvrdí, že ke svým obětem jenom mluví a oni se zabijí sami. Odveze Sherlocka do klidné budovy. Ukáže mu dvě lahvičky, obě obsahují totožnou pilulku. Jedna z nich je neškodná, druhá otrávená. Vysvětluje, že své oběti vyzve, aby si vybrali, kterou pilulku spolknou a on si vezme tu druhou. Pokud si odmítnou vybrat, zastřelí je. Sherlock přijde na to, že taxikář je odcizený otec a před třemi roky mu bylo řečeno, že umírá. Vrah přizná, že ho kontaktoval Sherlockův „fanoušek” a platil mu za každou vraždu, aby měl peníze pro své dítě. Sherlock už chce odejít, ale taxikář mu dá znovu na výběr mezi pilulkami. John mezitím vysleduje GPS signál vycházející z vrahova auto, kam Jennifer Wilsonová chytře schovala svůj mobil. Přes okno ve vedlejší budově John střelí vraha, protože si vidí, že Sherlock je v ohrožení. Ten se ptá umírajícího taxikáře, kdo je jeho „fanoušek”. Vrah prozrazuje jméno “Moriarty”. Policie přijíždí, Sherlockovi dojde, že střelcem je John a řekne Lestradovi, aby všechno ignoroval. Když Sherlock a John opouští místo činu, narazí na muže, který Johna dříve unesl. Ukáže se, že to je Sherlockův starší bratr Mycroft Holmes (Mark Gatiss).